# Exallonyx formicarius
Exallonyx formicarius är en stekelart som beskrevs av Jean-Jacques Kieffer 1904. Exallonyx formicarius ingår i släktet Exallonyx, och familjen svartsteklar. Arten är reproducerande i Sverige.